# ریون‌سورد: سرزمین‌های تاریک
ریون‌سورد: سرزمین‌های تاریک (به انگلیسی: Ravensword: Shadowlands) یک بازی ویدئویی در سبک نقش‌آفرینی و فانتزی است که توسط استودیوی مستقل آمریکایی کریسنت مون گیمز ساخته شده‌است.
این بازی دنباله نسخه قبلی این سری با عنوان ریون‌سورد: پادشاه سقوط کرده (Ravensword: The Fallen King) است. در ابتدا قرار بود که این بازی فقط برای دستگاه‌های سازگار با آی‌اواس و اندروید منتشر شود، که به دلیل صدور مجوز در استیم برای مایکروسافت ویندوز نیز منتشر شد.

## روند بازی
این بازی همواره با بازی‌های نقش‌آفرینی جهان بازی همانند سری بازی‌های الدر اسکورولز به خصوص اسکایریم مقایسه می‌شود. بازی در دو حالت اول شخص و سوم شخص به اختیار بازیکن دنبال می شود. در این بازی سه نوع حالت مبارزه وجود دارد که مبارزات تن به تن و از راه دور وابسته به تجهیزاتی مانند انواع جنگ‌افزارهای سرد، تیر و کمان ، کمان زنبورکی ، تفنگ فتیله ای و زره های گوناگون هستند. سبک‌های مبارزات تن به تن و از راه دور مختلفی وجود دارد و هر سبک دارای مهارت‌ها و تجهیزات جداگانه‌ای است که به صورت جداگانه آموزش داده می‌شود و همگی قابل ارتقاء هستند. جادو نیز دارای طلسم‌های مختلفی است که در طول بازی به دست آورده می‌شود. همچنین بازیکن می‌تواند با استفاده از اسب و ترانادان در محیط بازی سریع‌تر به گردش بپردازد.

## داستان
پس از سقوط ریون گارد، جهان در هرج و مرج فرو رفت، پادشاهی تایریس به تنهایی در برابر لشگر انبوهی از الف های اهریمنی ایستادگی کرد و با ناپدید شدن شمشیری به نام ریون سورد عصر تاریکی آغاز گردید. شخصیت اصلی بازی تنها بازمانده از نبرد میان الف ها و انسان ها است، نبردی که با ظهور اهریمنی قدرتمند به نام Ul'Thok به نابودی همگان ختم شد. با این حال اهریمن مجبور شد به سرزمین های تاریک (سرزمین مادری خود) بازگردد اما اکنون به دنبال راهی برای بازگشت به دنیای تایریس است و تنها راه شکست دادن آن پیدا کردن شمشیر افسانه ای، ریون سورد است.

## بازتاب‌ها
ریون‌سورد: سرزمین‌های تاریک عموماً مورد استقبال منتقدان قرار گرفت و توانست امتیاز ۷۶ از ۱۰۰ را در وبسایت متاکریتیک بر اساس ۱۲ نقد به دست آورد.  وبگاه تاچ‌آرکید این بازی را ستود و به آن امتیاز کامل ۵ از ۵ را داد و اجرای چنین بازی با این کیفیت را در آی‌اواس باورنکردنی دانست و آن را یک نقش‌آفرینی جهان باز عالی با داستانی مناسب، محتوای فراوان، شخصی‌سازی گسترده و از لحاظ بصری زیبا توصیف کرد. Slide to Play امتیاز ۳ از ۴ را به بازی داد و بیان کرد که بازی زیبا و بلند پروازی است اما در حد اسکایریم نیست، با این حال می‌تواند طرفداران این سبک را راضی نگه دارد.  Gamezebo نیز آن را با اسکایریم و آبلیویئن مقایسه کرد و جنبه جهان باز بودن را یکی از نقاط قوت آن و کاوش در برخی از ماجراهای غیرخطی در سیستم‌عامل آی‌اواس را سرگرم کننده دانست، اما محدودیت‌هایی نظیر موانع فیزیکی موجود در نقشه بازی را مورد انتقاد قرار داد. پاکت گیمر بازی را به عنوان یک نقش‌آفرینی بزرگ و مناسب برای آی‌اواس توصیف کرد، اما سیستم مبارزه ناهموار و ضعیف بازی را به عنوان ضعف اصلی آن دانست و آن را به طرز ناامید کننده‌ای تنبیه کننده و در عین حال به طرز مسخره‌ای آسان توصیف کرد.
AppSpy نیز اظهار داشت که ایرادات فنی و گلیچ‌ها، نقاط قوت بازی را تحت الشعاع قرار داده است.